# Cannibalismo (singolo)
Cannibalismo è il singolo di debutto del duo musicale italiano Coma Cose, pubblicato il 23 febbraio 2017.

## Video musicale
Il videoclip, diretto da Fausto Lama, è stato pubblicato contestualmente all'uscita del singolo sul canale YouTube di Asian Fake.

## Tracce
Testi di Fausto Zanardelli, Francesca Mesiano, musiche di Fausto Zanardelli, Fabio Dalè, Carlo Frigerio.
1. Cannibalismo – 1:35